# Heusden Koers 1980
De 32e editie van de Belgische wielerwedstrijd Heusden Koers werd verreden op 12 augustus 1980. De start en finish vonden plaats in Heusden. De winnaar was Roger De Vlaeminck, gevolgd door Alain De Roo en Albert Van Vlierberghe.

## Uitslag
| Heusden Koers 1980 |                        |                                   |       |
| Plaats             | Naam                   | Ploeg                             | Tijd  |
| Winnaar            | Roger De Vlaeminck     | Boule d'Or-Studio Casa-Colnago    | 3u36' |
| 2                  | Alain De Roo           | San Giacomo Mobili-Benotto        | + 10" |
| 3                  | Albert Van Vlierberghe | Masta-Cornelo-Olmo                | + 25" |
| 4                  | Pol Verschuere         | IJsboerke-Warncke Eis-Koga Miyata | z.t.  |
| 5                  | Ronan De Meyer         | Boule d'Or-Studio Casa-Colnago    | z.t.  |
| 6                  | Jos Gysemans           | Mini Flat-Vermeer Thijs-Galli     | z.t.  |
| 7                  | Daniel Gisiger         | Miko-Mercier-Vivagel              | z.t.  |
| 8                  | Etienne De Beule       | Boule d'Or-Studio Casa-Colnago    | z.t.  |
| 9                  | Johan Wellens          | Eurobouw-Cambio Rino              | z.t.  |
| 10                 | Dirk Wayenberg         | IJsboerke-Warncke Eis-Koga Miyata | z.t.  |

1929 · 1930-1935 · 1936 · 1937 · 1938 · 1939 · 1952 · 1953 · 1954 · 1955 · 1956 · 1957 · 1958 · 1959 · 1960 · 1961 · 1962 · 1963 · 1964 · 1965 · 1966 · 1967 · 1968 · 1969 · 1970 · 1971 · 1972 · 1973 · 1974 · 1975 · 1976 · 1977 · 1978 · 1979 · 1980 · 1981 · 1982 · 1983 · 1984 · 1985 · 1986 · 1987 · 1988 · 1989 · 1990 · 1991 · 1992 · 1993 · 1994 · 1995 · 1996 · 1997 · 1998 · 1999 · 2000 · 2001 · 2002 · 2003 · 2004 · 2005 · 2006 · 2007 · 2008 · 2009 · 2010 · 2011 · 2012 · 2013 · 2014 · 2015 · 2016 · 2017 · 2018 · 2019 · 2020 · 2021 · 2022 · 2023